# 레드카 클리블랜드

레드카 클리블랜드의 위치

레드카 클리블랜드(영어: Redcar and Cleveland)는 잉글랜드 노스요크셔주에 위치한 단일 자치구로 중심 도시는 레드카이며 면적은 244.8km2, 인구는 135,042명(2014년 기준)이다. 1974년 4월 1일에 신설되었다.